# Palacio Mancini
El palacio Mancini es un palacio urbano seiscentista italiano erigido en la ciudad de Roma, en la via del Corso, una manzana al norte de la Piazza Venezia. Es recordado por haber sido desde 1725 hasta 1793 la segunda residencia de los pensionistas de la Academia de Francia en Roma.

## Historia
En 1634, Lorenzo Mancini, hermano del cardenal Francesco Maria Mancini, se casó con Geronima Mazzarino, hermana del cardenal Mazarino. Para la boda, el viejo edificio de la familia Mancini fue ampliado con la adquisición de cuatro casas adyacentes y el nuevo edificio fue diseñado por el arquitecto Carlo Rainaldi. El edificio fue completado por Filippo Mancini, duque de Nevers, entre 1687 y 1689.
El edificio presenta una fachada con "bugne lisce" o sillar de estilo "espina de pez", con la puerta central coronada por un rico balcón sostenido por ménsulas decoradas con cupidos. En su interior se conservan un friso pintado en el salone di rappresentanza o sala de estado (el Salone Rosso) y fragmentos de frisos del siglo XVII en otras salas con Historias de David y Jacob. Otra habitación alberga una colección de frescos de vedute de Roma de Bartolomeo Pinelli.
El rey Luis XV de Francia ordenó en 1737 la adquisición del palacio que ya era, desde 1725, la residencia de la Academia de Francia en Roma, sucediendo al palacio Capranica. En ese momento fue reacondicionado. Una habitación del segundo piso todavía estaba decorada con frescos con escenas copiadas de las Salas de Rafael en el Palacio del Vaticano, producidas por los artistas acomodados por el palaci durante su estancia en la Academia. En 1793, después de los disturbios antifranceses y del asesinato de Nicolas-Jean Hugou de Bassville, la Academia abandonó el palacio. Después de la revolución, se convirtió en la residencia de la Embajada de Francia ante la Santa Sede. En 1798, la Academia regresó al palacio, pero en 1799, después de la derrota de los franceses por Surovov, el sitio fue ocupado y saqueado.
En 1803, la Academia fue trasladada a la Villa Medici,  y en 1818 el palacio Mancini fue comprado por Louis Bonaparte, quien diez años después se lo cedió a la viuda de Víctor Manuel I de Cerdeña, María Teresa de Austria-Este. A través de su hija, María Cristina de Saboya, convertida en reina consorte de las Dos Sicilias, pasó en 1831 a ser posesión de los Borbones de Nápoles y en 1853 a Scipion Salviati. En 1919, lo adquirió el Banco de Sicilia.

## Galería de imágenes

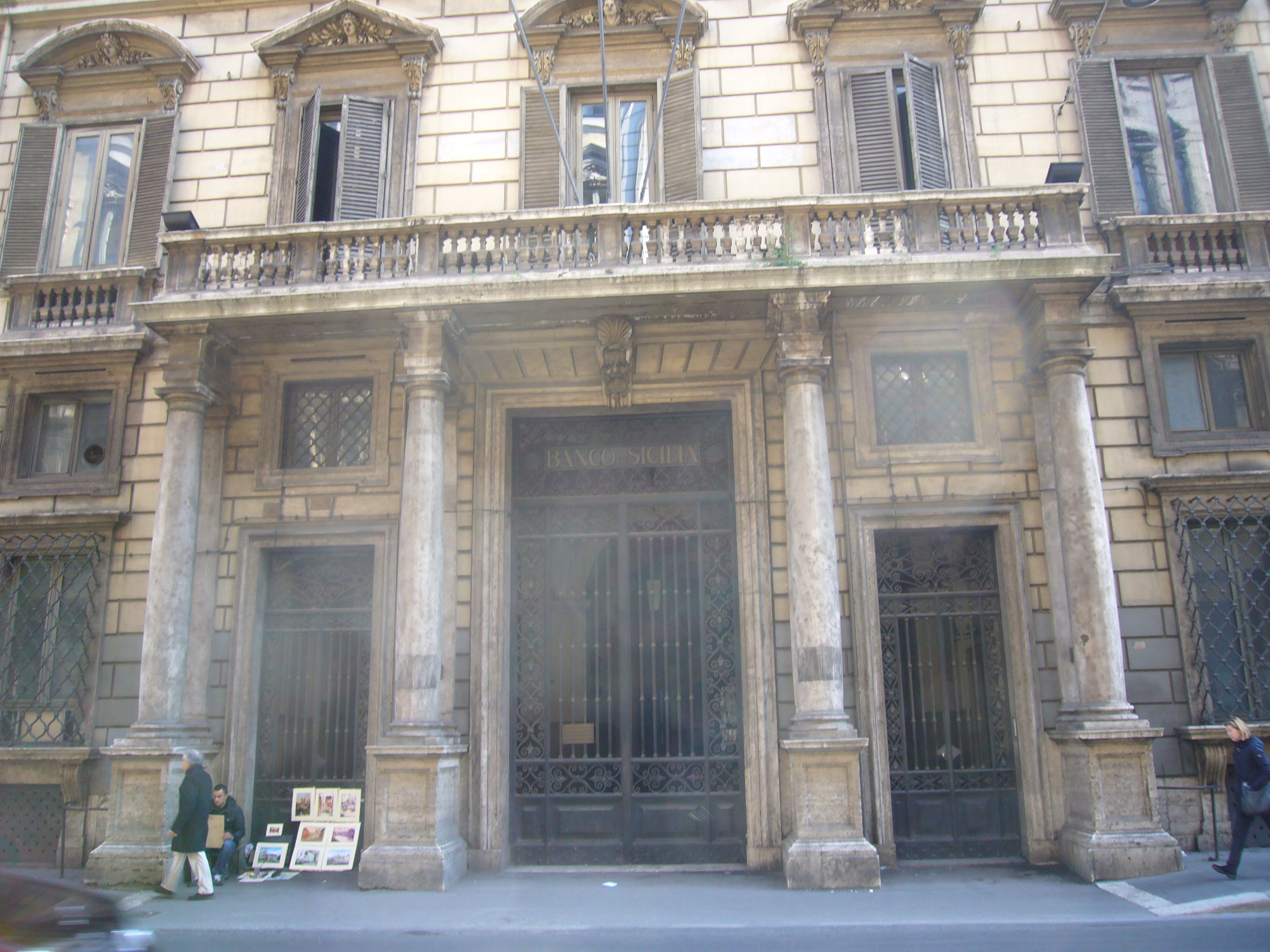
Fachada, via del Corso
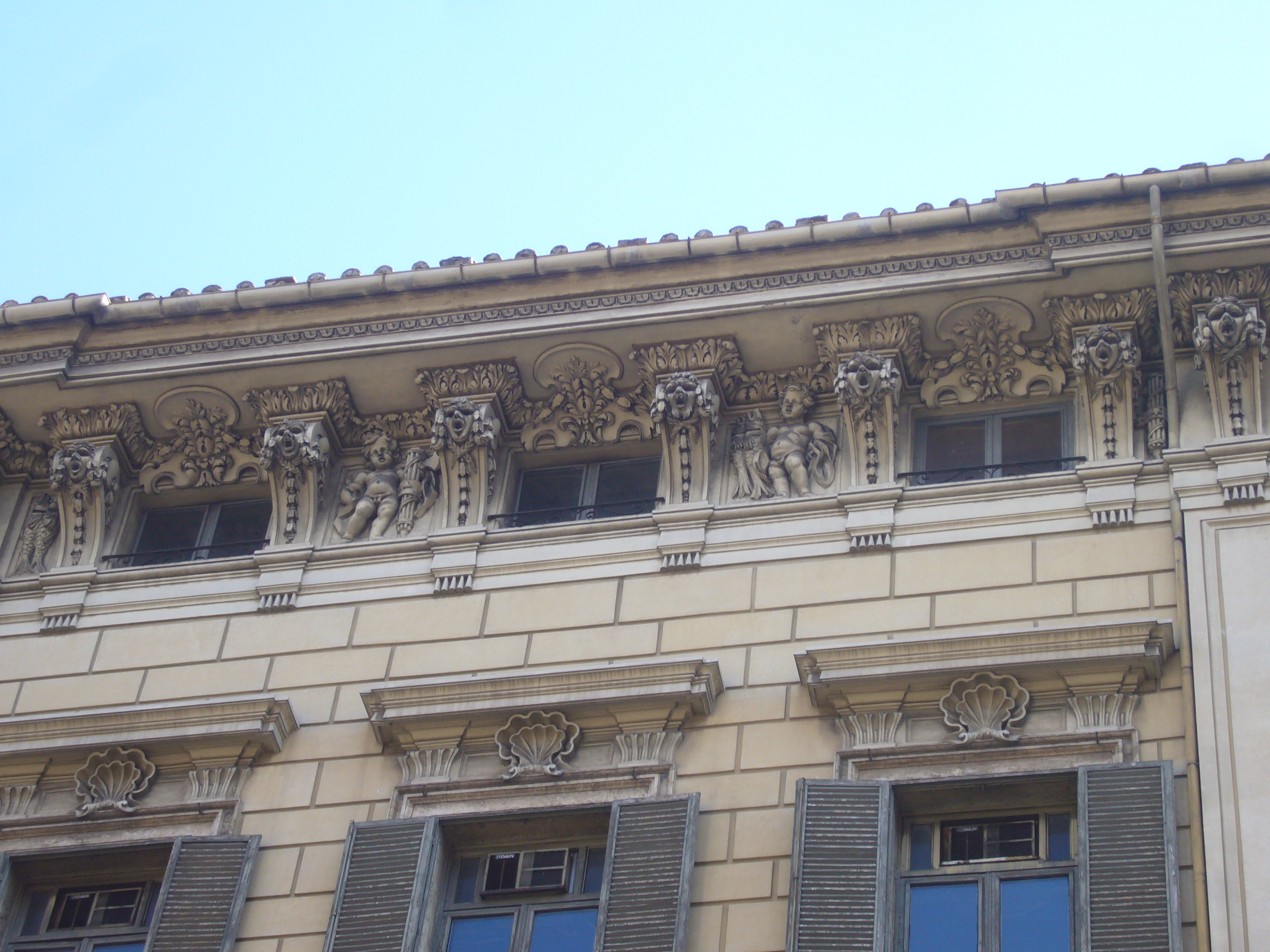
Detalle
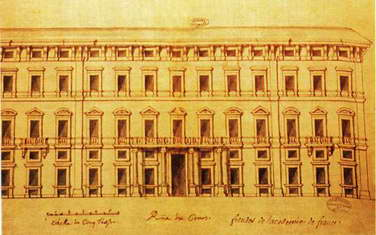
Alzado del palacio  (Jean-Baptiste Vallin de la Mothe. Les Archives nationales, París)